# Comtat de Latimer
El Comtat de Latimer és un comtat localitzat a l'estat estatunidenc d'Oklahoma. El 2010 tenia 11.154 habitants. La seu de comtat (capital) és Wilburton.

## Geografia
Segons l'Oficina del Cens dels Estats Units, el comtat tenia una àrea total de 1.888,1 km², dels quals 1.870,2 km² eren terra i 18,1 km² (0,95%) eren aigua.

### Autovies principals
- U.S. Highway 270
- State Highway 1
- State Highway 2
- State Highway 63
- State Highway 82

### Comtats adjacents
|  |  |  |
|  |  |  |
|  |  |  |

## Demografia

Piràmide de població del Comtat de Latimer (2000)

Segons el cens del 2000, hi havia 10.692 persones, 3.951 llars, i 2.868 famílies residint en el comtat. La densitat de població era d'unes 6 per quilòmetre quadrat. Hi havia 4.709 cases en una densitat d'unes 3 per quilòmetre quadrat. La composició racial del comtat era d'un 73,01% blancs, un 0,96% negres o afroamericans, un 19,42% natius americans, un 0,18% asiàtics, un 0,01% illencs pacífics, un 0,51% d'altres races, i un 5,91% de dos o més races. Un 1,53% de la població eren hispànics o llatinoamericans de qualsevol raça. Un 20,7% eren americans, un 9,5% irlandesos, un 8,1% alemanys i un 5,0% anglesos segons el cens del 2000.
Hi havia 3.951 llars de les quals un 32,20% tenien menors d'edat vivint-hi, un 56,90% eren parelles casades, un 11,50% tenien una dona vivint-hi sola, un 27,40% no eren famílies. En un 24,90% de totes les llars sol hi vivia una persona i en un 12,30% hi vivia una persona sola d'edat 65 o més. La mitjana de mida de la llar era de 2,54 persones i de família 3,00 persones.
En el comtat, la població estava repartida en un 25,70% menors d'edat, un 11,40% de 18 a 24 anys, un 24,20% de 25 a 44 anys, un 22,50% de 45 a 64 anys, i un 16,10% de 65 o més anys. L'edat mediana era de 37 anys. Per cada 100 dones hi havia 97,50 homes. Per cada 100 dones d'edat 18 o més, hi havia 94,70 homes.
L'ingrés de mediana per una llar en el comtat era de 23.962 $, i per família era de 29.661 $. Els homes tenien un ingrés de 27.449 $ mentre que les dones en tenien de 19.577 $. La renda per capita en el comtat era de 12.842 $. Un 19,00% de les famílies i un 22,70% de la població vivien per sota del llindar de la pobresa, incloent-hi dels quals un 30,70% menors de 18 anys i un 16,40% majors de 64 anys.

## Ciutats i pobles
| - Bengal - Buffalo Valley - Cambria - Chilli - Cravens - Damon - Drumb - Falfa - Fanshawe - Gowen | - Higgins - Limestone - Lodi - Lutie - Norris - Panola - Patterson - Red Oak - Wilburton |